# Lorenzenberg (Gemeinde Micheldorf)

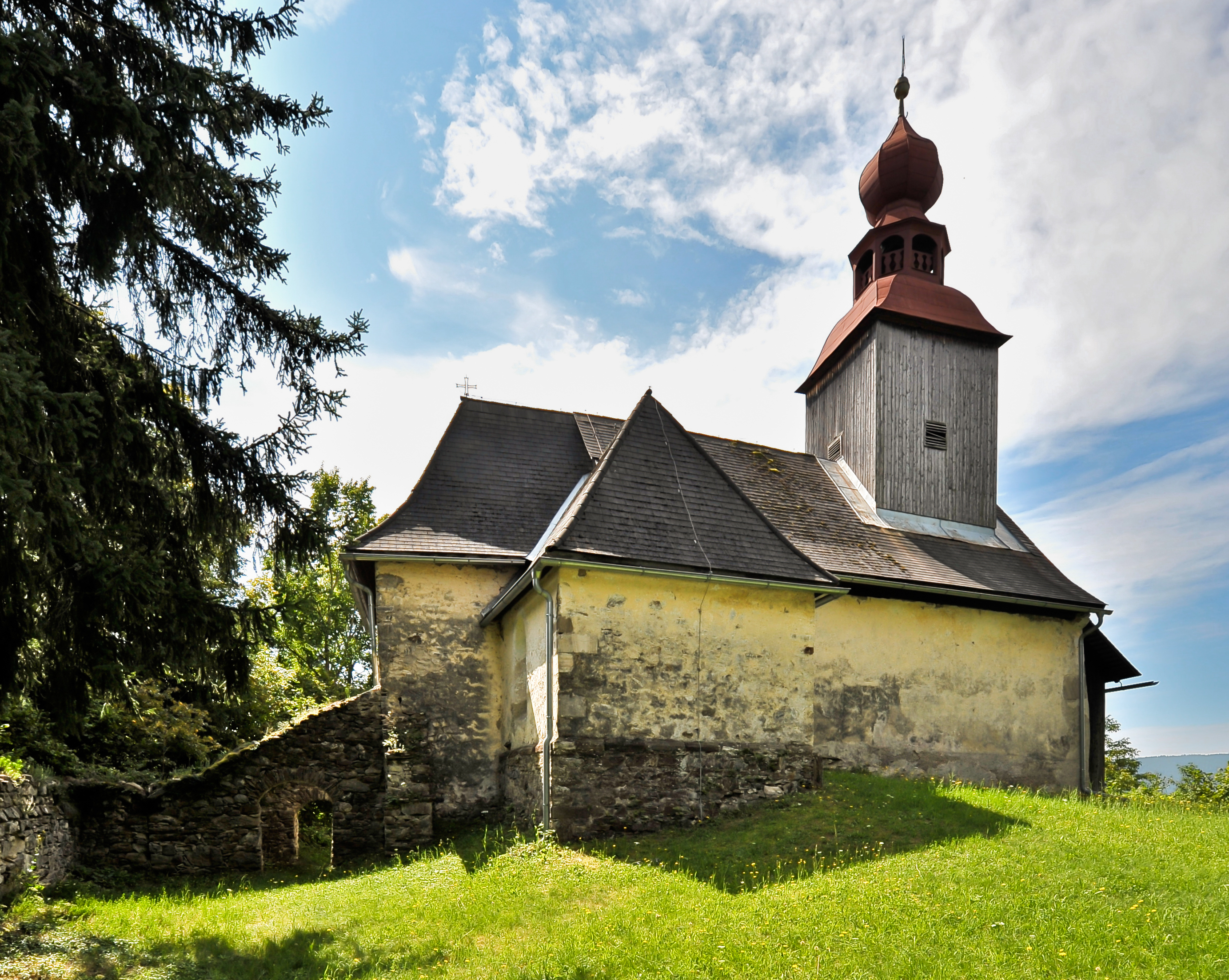
Filialkirche Lorenzenberg

Lorenzenberg ist eine Ortschaft in der Gemeinde Micheldorf im Bezirk Sankt Veit an der Glan in Kärnten (Österreich). Die Ortschaft hat 31 Einwohner (Stand 1. Jänner 2024). Sie liegt auf dem Gebiet der Katastralgemeinde Lorenzenberg.

## Lage
Die Ortschaft liegt im Osten der Gemeinde Micheldorf, großteils im Guttaringer Bergland. Sie erstreckt sich vom östlichen Rand des Friesacher Felds gegenüber des Gemeindehauptorts Micheldorf über die Hänge beidseits des Lorenzenbergerbachs bis hinauf auf über 1200 m Seehöhe. In der Ortschaft werden folgende Hofnamen geführt: Ofner (Haus Nr. 2), Schmelzer (Nr. 3), Wittlinger/Wietlinger (Nr. 4), Stessl (Nr. 5), Michlbacher (Nr. 8), Edlinger (Nr. 12), Taferner (Nr. 15), Grabenkeusche (Nr. 16), Griesserhof (Nr. 17), Fuchsbauer (Nr. 19) und Eggerbauer.

## Geschichte
Die Filialkirche Lorenzenberg wird 1043 urkundlich als capella s. Lavrentii in Monte erwähnt. Römersteine an der Kirche und eine spätantike oder frühmittelalterliche Wallanlage am Kirchberg bezeugen eine lange Siedlungsgeschichte.
Auf dem Gebiet der Steuergemeinde Lorenzenberg liegend, gehörte der Ort Lorenzenberg in der ersten Hälfte des 19. Jahrhunderts zum Steuerbezirk Althofen (Herrschaft und Landgericht). Bei Gründung der Ortsgemeinden Mitte des 19. Jahrhunderts kam Lorenzenberg zunächst an die Gemeinde Friesach, 1892 an die damals neu errichtete Gemeinde Micheldorf. Im Zuge der Gemeindestrukturreform 1973 wurde die Gemeinde Micheldorf aufgelöst; Lorenzenberg kam zurück an die Gemeinde Friesach. 1992 wurde die Gemeinde Micheldorf wiedererrichtet, seither gehört Lorenzenberg wieder zur Gemeinde Micheldorf.

## Griesserhof

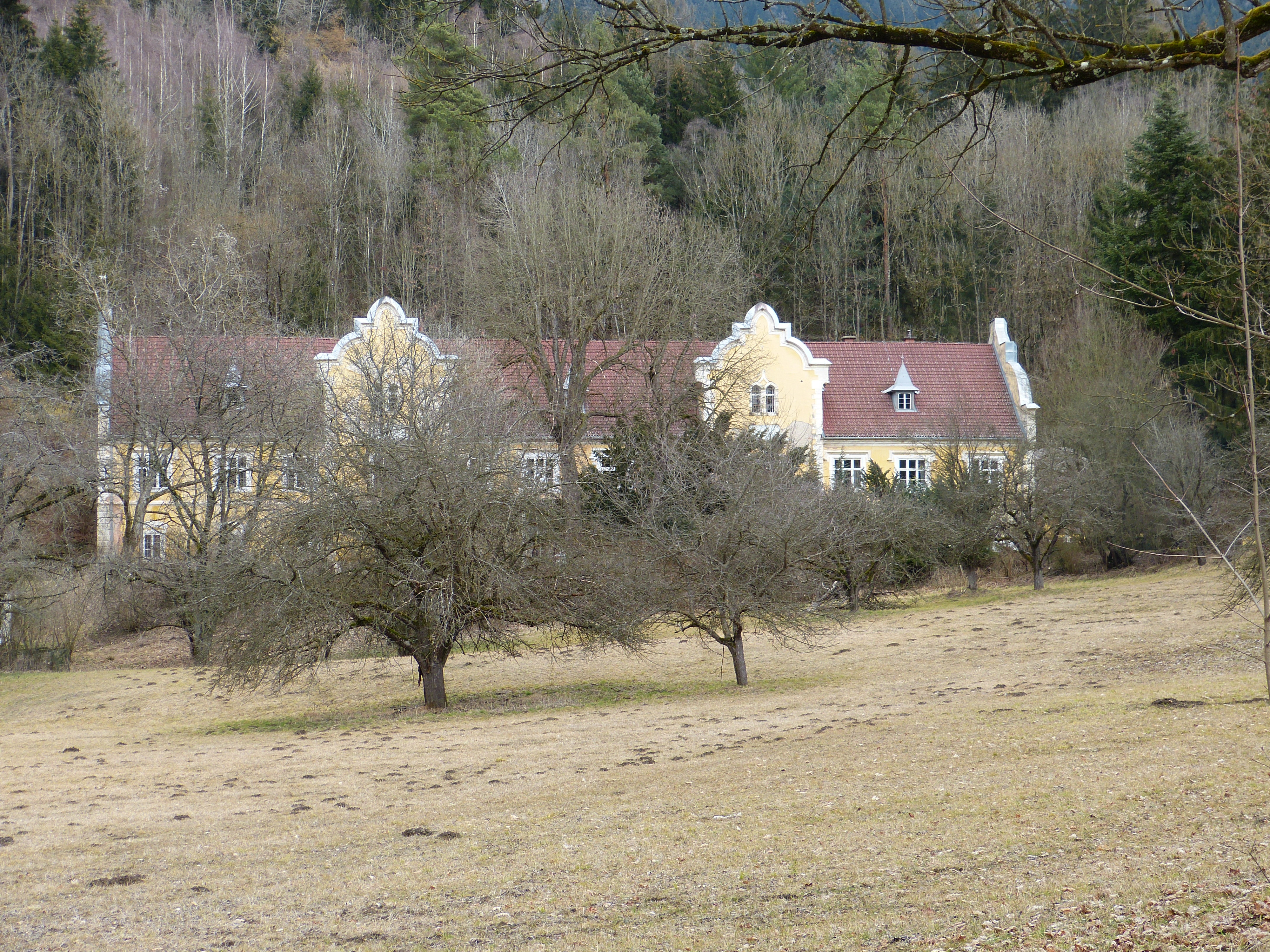
Griesserhof

Der Griesserhof wurde 1870 zu einem herrschaftlich wirkenden Bau aus- und umgebaut. 1887 erwarb Anton Ladislaus Veith (Anton Conte de Veith) den Griesserhof und besaß ihn als landtäfliches Gut. Sein Sohn, der spätere Historiker und Naturwissenschaftler Georg Veith, verbrachte hier seine Jugend. (bis nach die Jahrhundertwende)
Ab 1895 baute Anton Veith in der Nähe des Griesserhofs Talk ab, 1902 wurden hier die Kärntner Talkumwerke gegründet. Auch ein Serpentinsteinbruch wurde hier betrieben.
Um die Zeit des Ersten Weltkriegs war der Griesserhof im Besitz des slowenischstämmigen Juristen und Politikers Janko Brejc. Deutschsprachige Zeitungen warfen Brejc nach dem Attentat von Sarajevo vor, ein Serbenfreund zu sein. Ähnlich wie zahlreiche andere österreichische Politiker slawischer Herkunft wurde er im Spätsommer 1914 vorübergehend verhaftet. Nach seiner Freilassung und Rückkehr auf den Griesserhof versuchte eine Pöbelrotte den Hof zu stürmen und zerschlug viele der Fenster. 1915/16 war Angela Piskernik, die 1914 als erste Slowenin in Naturwissenschaften promovierte, auf dem Griesserhof als Hauslehrerin bei Familie Brejc tätig.

## Bevölkerungsentwicklung
Für die Ortschaft Lorenzenberg ermittelte man folgende Einwohnerzahlen:
- 1869: 17 Häuser, 111 Einwohner[8]
- 1880: 16 Häuser, 79 Einwohner[9]
- 1890: 16 Häuser, 93 Einwohner[10]
- 1900: 13 Häuser, 92 Einwohner[11]
- 1910: 18 Häuser, 138 Einwohner[12]
- 1923: 19 Häuser, 162 Einwohner[13]
- 1934: 143 Einwohner[14]
- 1951: 22 Häuser, 182 Einwohner[15]
- 1961: 23 Häuser, 149 Einwohner[16]
- 1981: 21 Häuser, 87 Einwohner[17]
- 1991: 23 Häuser, 63 Einwohner[18]
- 2001: 21 Gebäude (davon 14 mit Hauptwohnsitz) mit 20 Wohnungen; 60 Einwohner und 2 Nebenwohnsitzfälle; 20 Haushalte; 1 Arbeitsstätte, 6 land- und forstwirtschaftliche Betriebe[19]
- 2011: 16 Gebäude, 36 Einwohner, 16 Haushalte, 2 Arbeitsstätten[20]
- 2021: 17 Gebäude, 33 Einwohner, 15 Haushalte, 7 Arbeitsstätten[21]